# Kodachrome

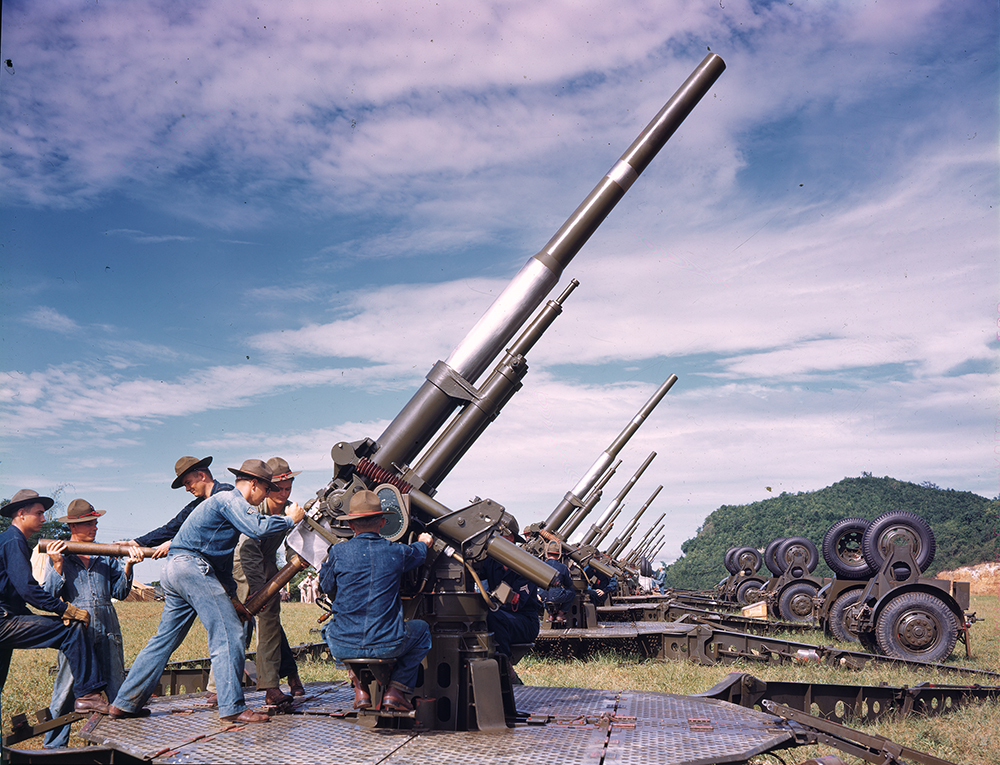
Amerikansk arméutbildning i Puerto Rico 1939 (Kodachrome).

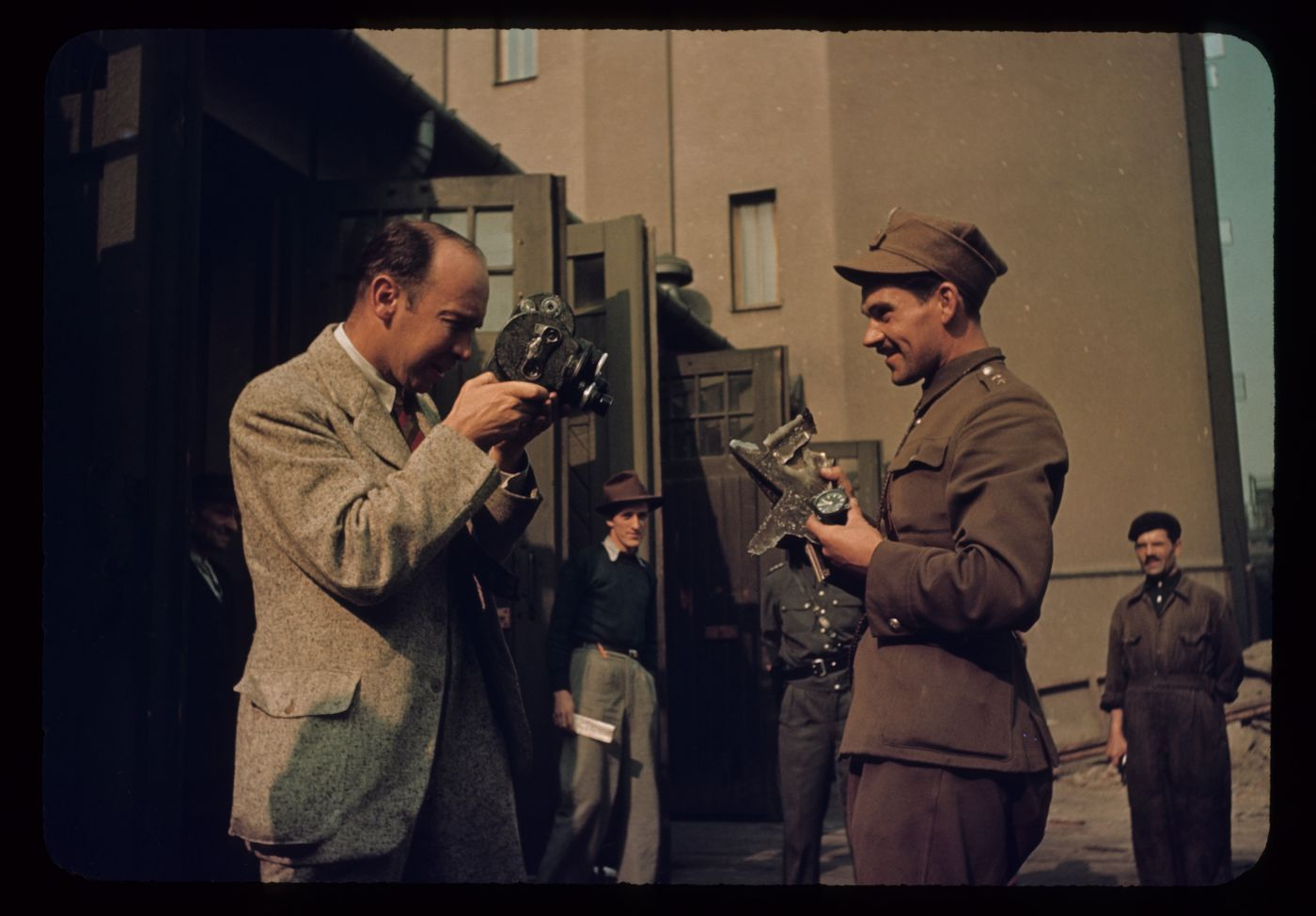
Invasionen av Polen 1939 (Kodachrome).

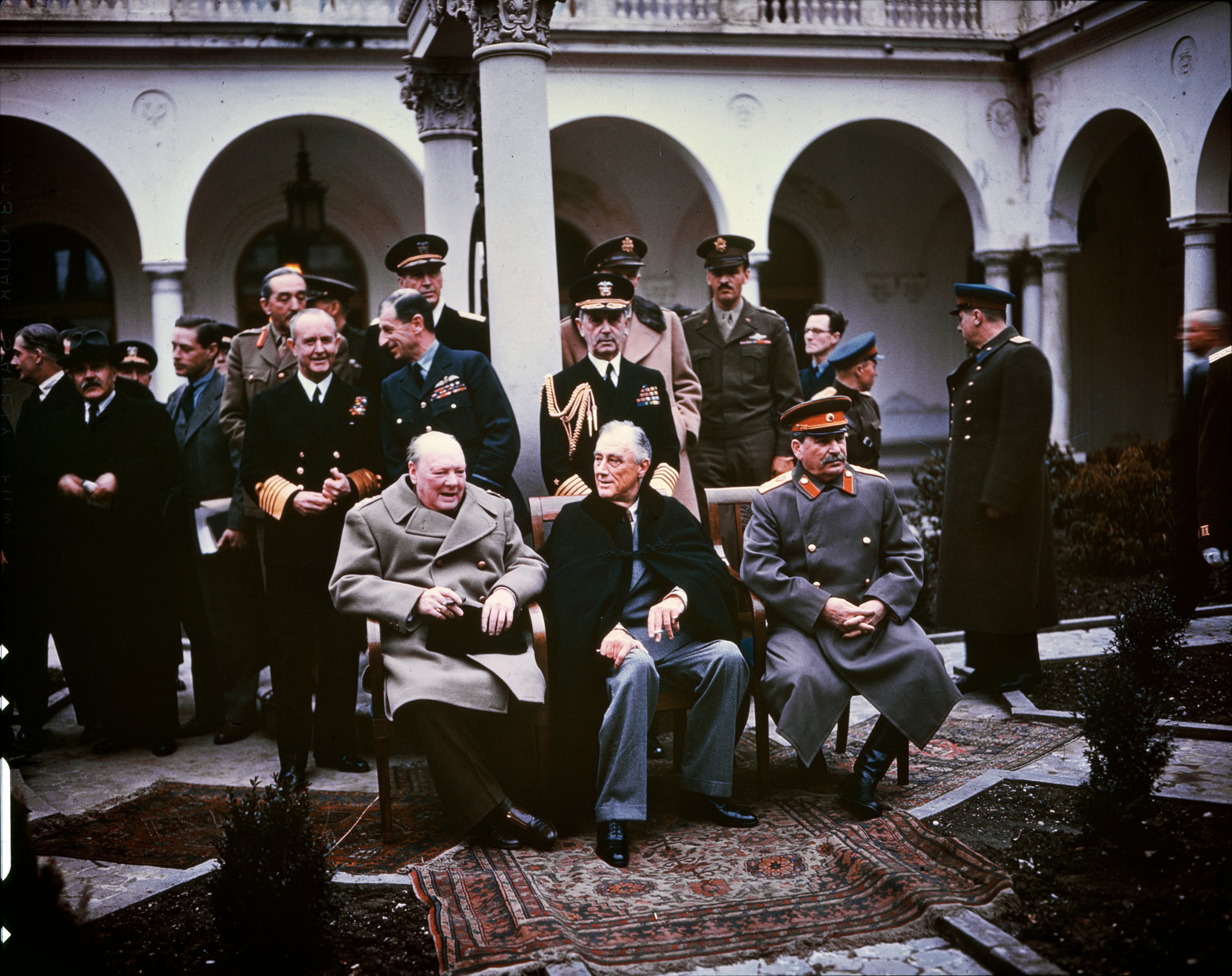
Jaltakonferensen 1945 (Kodachrome).

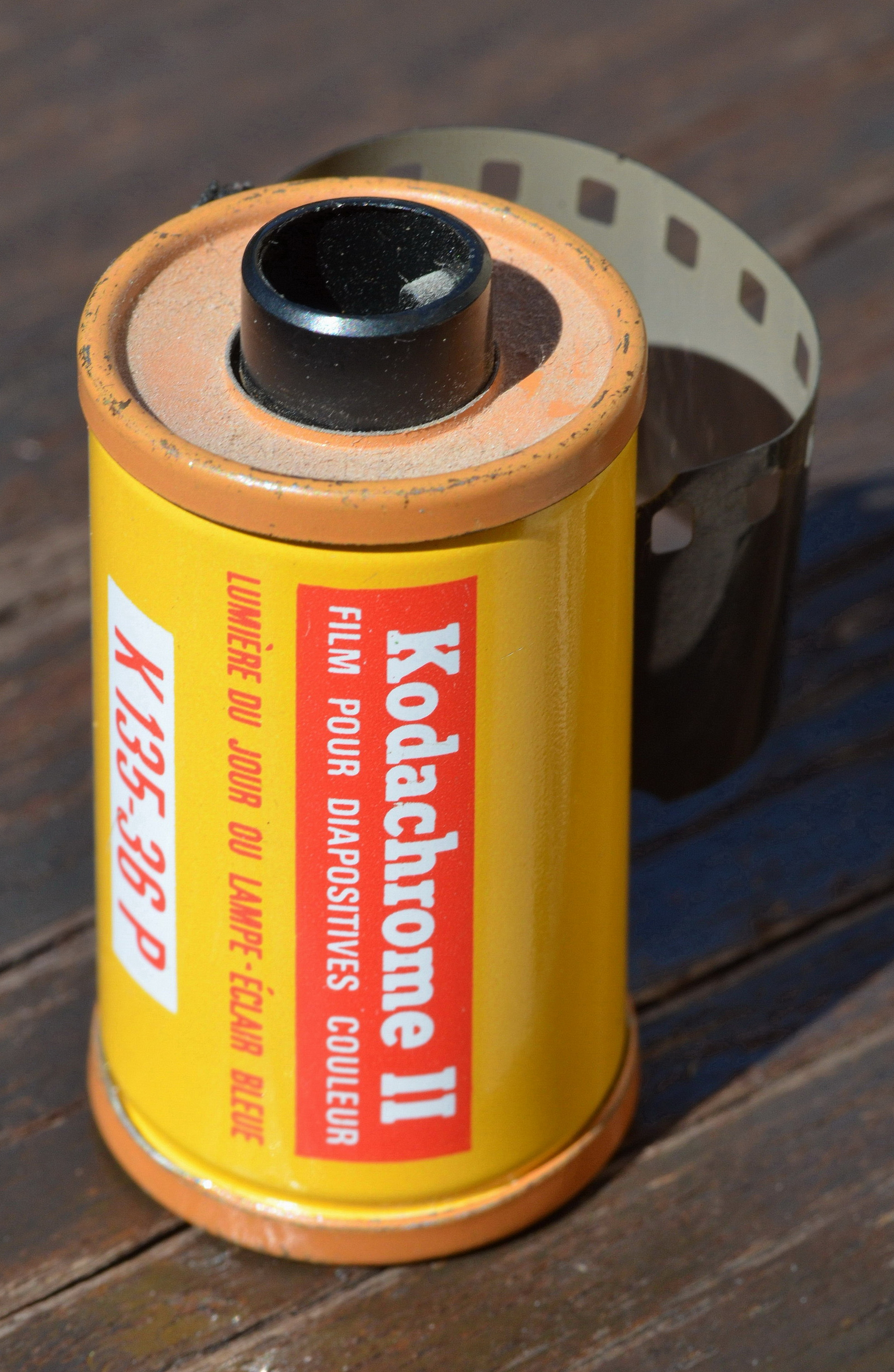
Kodachrome II

Kodachrome är namnet på en positiv färgfilm, populärt kallat diafilm, introducerad 1935 av Kodak, strax före konkurrenten Agfas Agfacolor (senare Agfachrome). Agfa hade då introducerat en första färgfilmsversion baserad på autochromemetoden 1932. Introduktionen var ett stort framsteg för att popularisera färgfotografering.

## Historia
Föregångare till Kodachrome var bröderna Lumières Autochromeprocess från 1905. Ett annat viktigt steg var Rudolph Fishers patent från 1912 som använde sig av den subtraktiva färgblandningsmetoden. Fisher använde sig av färgkopplare, men dessa vandrade i emulsionen. Leopold Godowsky, Jr. och Leopold Mannes, musiker och fotointresserade uppmanades att starta ett forskningslaboratorium för att forska om fotografisk färgfilm 1922. De kom senare under åren 1930–1939 att utveckla Kodachrome under Kodaks regi.
1928 gjorde Kodak försök med stripped filters i 16 mm kinofilm. Kodak använde grundfärgsfilter vid exponering och projicering av filmen, men metoden betraktades som en återvändsgränd. Långt senare skulle Polaroid utveckla en diafilm på grundfärgsprincip: filmen hade längslöpande remsor med grundfärger och exponerades genom filmbasen. Filmen hette Polachrome.
Kodachrome gav bilder med renare färger och bättre gradation. Det har framhållits att Kodaks filmer gav bättre färger i solsken medan Agfas gav bättre färger när det var mulet. Kodachrome-diorna har en mycket hög hållbarhet om de förvarades mörkt. och även bilder från 1940- eller 50-talet kan ge en stark närvarokänsla. Men om de utsattes för starkt ljus, till exempel i en diaprojektor, började färgerna att blekna rätt snabbt. Bilderna fick då ett grönt stick.
Den 22 juni 2009 meddelade Kodak att Kodachrome kommer att sluta tillverkas, och idag är Kodachrome slutsålt i stort sett överallt. Kodachrome-64 i 35 mm-format fanns kvar längst, till år 2009. Kodachrome-200 försvann 2007 och Kodachrome-25 redan 2001. Kodachrome 16 mm smalfilm försvann 2002 (Kodachrome-25) och 2006 (Kodachrome-40).

## Framkallning av Kodachrome
Kodachromes framkallningsprocess var mer invecklad än Agfachrome-/Ektachromefilmernas.  Detta berodde på att färgkopplingsämnena inte var inbyggd i emulsionen som hos övriga färgfilmer utan tillsattes i framkallningsbaden, och detta medförde att de tre färgkänsliga skikten måste färgframkallas separat i var sitt framkallningsbad. Det blev på detta sätt möjligt att använda lite stabilare färgämnen än för Ektachrome-/Agfachromefilmerna.  Filmen kunde även göras tunnare vilket medförde bättre skärpa.
Eftersom framkallningsprocessen K-14 för Kodachrome var så komplicerad framkallades Kodachrome-film bara i större laboratorier som specialiserat sig på just Kodachrome.  Idag finns inte längre något laboratorium kvar som framkallar Kodachrome-film.
På 1980-talet och tidigare fanns ett Kodachromelaboratorium i Spånga i Stockholm, där all skandinavisk Kodachromefilm framkallades. Sedan stängdes det labbet ner, och Kodak började framkalla all europeisk Kodachromefilm i Renens (nära Lausanne i Schweiz).  I december 2007 stängdes även Lausannelabbet och i hela världen fanns då bara ett enda Kodachrome-labb kvar: Dwayne's Photo, ett oberoende Kodachromelabb i Parsons, Kansas, USA.  Då Kodak även slutat tillverka de kemikalier som behövdes för framkallningen tvingades Dwayne's Photo upphöra att framkalla Kodachromefilm i slutet av 2010 och sedan dess kan Kodachrome-film bara framkallas som negativ svartvit film i ett fåtal fotolabb som specialiserat sig på att framkalla äldre filmer.

## Ektachrome
1946 presenterade Kodak Ektachrome, den i dag mest använda diafilmen. Då Kodachromefimen var svår att framkalla utvecklade Kodak den betydligt enklare Ektachromeprocessen som var mycket snarlik Agfacolorprocessen. Ektachrome hade dock en annan kemi och en framkallningsprocess som hette E2, samt varianten E3 för Ektachrome Professional, fram till 1966 och därefter E4 tills E6-processen introducerades år 1977.
Ett generellt problem var att hindra färgkopplingsämnenas vandring i emulsionen (diffundering).  Agfa hade löst detta i Agfacolorprocessen genom att sätta långa molekylsvansar på färgkopplarna.  Kodak löste samma problem genom att lägga in färgkopplarna i små oljedroppar.

## Diafilmerna blir lika
När Kodak presenterade sin nya framkallningsprocess E6 för Ektachrome 1977 konverterade även Agfa sina filmer till denna och bytte samtidigt namn på sina diafilmer från Agfacolor till Agfachrome.  Det fanns därefter ingen skillnad i den kemiska uppbyggnaden mellan moderna diafilmer såsom Ektachrome, Agfachrome, Fujichrome etc - bara Kodachrome var annorlunda men Kodachrome försvann 2009.  För hemmaframkallaren var E6-processen lite besvärligare eftersom framkallningsbaden skulle ha en temperatur på +38° vilket var klart varmare än de dryga +20° som behövdes för E4-processen och som ligger betydligt närmare rumstemperatur.
Förbättringar har gjorts och de Ektachrome-kompatibla filmerna har närmat sig Kodachrome i skärpa.  Ett exempel på detta är Velvia-filmen från Fuji som var först med en tunnare emulsion. Det innebär också att alla diafilmer, med undantag av Kodachrome, kan skannas med samma inställningar i skannerprogramvaran. Kodachrome ger inläsningar som blir blåare än originaldiat. Dessutom blir gröna färger urvattnade.

## Andra diafilmer
Under andra världskriget konfiskerades Agfas tillgångar i USA och Agfas diafilm salufördes under märket Anscochrome.  Anscocrome saluförde en höghastighets diapositivfilm under 1970-talet i Europa. Östtyska Orwochrome kunde någon gång nå den marknaden i väst från Agfas gamla fabriker.
Färgämnenas hållbarhet har enligt filmtillverkarna själva ökat för alla filmer.

## Kuriosa
Paul Simon skrev 1973 låten "Kodachrome", som snabbt utsattes för dödskallemärkning av Sveriges Radio på grund av vad man såg som reklambudskap. Även brittiska BBC vägrade spela låten av samma anledning.